# RS-457
Pour les articles homonymes, voir Route 457.
La RS-457 est une route locale des Centre-Est et Nord-Est de l'État du Rio Grande do Sul. Elle relie la municipalité de Roca Sales à celle de Coronel Pilar. Elle est longue de 24,5 km.